# Comuna Makreș, Vidin
Makreș (în bulgară Макреш) este o comună în regiunea Vidin, Bulgaria, formată din satele Kireevo, Makreș, Podgore, Rakovița, Tolovița, Vălcek și Țar Șișmanovo. 

## Demografie
Componența etnică a comunei Makreș
     Romi (3,43%)
     Bulgari (94,78%)
     Nicio identificare (1,77%)
     Altele (0,18%)
La recensământul din 2011, populația comunei Makreș era de 1.630 locuitori. Din punct de vedere etnic, majoritatea locuitorilor (94,78%) erau bulgari, cu o minoritate de romi (3,43%). Pentru 1,77% din locuitori nu este cunoscută apartenența etnică.